# Железна Руда (Чехия)
Железна Руда (на чешки: Železná Ruda; на немски: Markt Eisenstein) е град в окръг Клатови, Пилзенски край на Чехия.
Градът се намира на границата на Национален парк Шумава и е един от шумавските спортни и туристически центрове. Разположен е в непосредствена близост (на около 2,5 km) от немския град Байериш Айзенщайн и държавната граница с Германия. Името си Железна Руда придобива заради добива на суровината, започнал през първата половина на 16 век, макар че е основан много преди това на пътя от Бохемия към Бавария през Шумава. През 17 век добивът спира и градът преминава към производството на стъкло. Германското име на града е свързано и със статута на средновековното селище, което е пазарен град (град, който през Средновековието има право на провеждане на пазари), откъдето идва и Маркт в немското име.
Градът се намира на железопътната линия, водеща от Пилзен и Клатови към граничния пункт при Байериш Айзенщайн, на име Железна Руда-Алжбетин в Чехия. Сградата на жп станцията е разделена от националната граница между Чехия и Германия.

## Местни части
- Алжбетин (Alžbětín)
- Дебърник (Debrník)
- Хойсова Страж (Hojsova Stráž)
- Панцирж (Pancíř)
- Шпичак (Špičák)
- Железна Руда (Železná Ruda)

## Демография
| Година    | 1970 | 1980 | 1991 | 2001 | 2003 |
| --------- | ---- | ---- | ---- | ---- | ---- |
| Население | 1363 | 1215 | 1680 | 2017 | 2096 |

Виж: www.czso.cz

## Икономика
Железна Руда е най-големият ски курорт в планината Шумава и Пилзенския край, както и важен център за зимен и летен туризъм. За икономиката на града допринася значителния брой хотели, ресторанти и услуги да отдих.
На височина между 865 и 1202 m на източния склон на Шпичак се намира ски зона с 9 скиорски писти с различна трудност. Други писти има на съседния Панчирж (1214 m), към която води лифта Шпичак-Панчирж. Районът на Железна Руда също така предлага десетки километри поддържани с моторни шейни писти за ски бягане.

## Личности
- Мартин Якс (* 1986), състезател по ски бягане
- Херберт Лом (1917 – 2012), чешко-британски актьор[3]
- Евжен Кус (1954), зоолог
- Марек Зтрацени (* 1985), певец

## Галерия
- Параклис Св. Анна
- Възстановената централна гара на град Желзна Руда
- Църквата Дева Мария на снимка от периода 1880 – 1882 година
- Сградата на гара Железна Руда-Алжбетин, през която минава държавната граница